# Haka d'Oahu
Pour les articles homonymes, voir Haka (homonymie).
Haka d'Oʻahu (en hawaïen : Haka o Oʻahu ; né au XIVe siècle) était roi d'Oʻahu (île hawaïenne). Son titre était Aliʻi Nui o Oʻahu.
Son père était le roi Kapaealakona d'Oʻahu,.
La mère de Haka était la reine Wehina d'Oʻahu, l'épouse de Kapaealakona.
Haka marié Kapunawahine. Leur fils était prince appelé Kapiko, qui a épousé Ulakiokalani.
Kapiko et Ulakiokalani étaient les parents de trois femmes nobles :
- Ka’auiokalani d'Oʻahu
- Kaʻulala d'Oʻahu
- Kamili d'Oʻahu

Haka est devenu un monarque d'Oʻahu après mort de Kapaealakona. 
Le successeur de Haka était le roi Maʻilikākahi.